# Айгендорф, Луц
Луц Айгендорф (нем. Lutz Eigendorf; 16 июля 1956, Бранденбург-на-Хафеле, округ Потсдам, ГДР — 7 марта 1983, Брауншвейг, Нижняя Саксония, ФРГ) — немецкий футбольный полузащитник, в 1979 году сбежавший из ГДР в ФРГ.

## Биография

### Карьера в ГДР
С 1974 года Луц выступал за берлинское «Динамо» — клуб, находившийся под патронажем Штази. В 1978—1979 годах привлекался к играм за сборную ГДР, где в шести играх отличился тремя голами.

### Побег в ФРГ
20 марта 1979 года «Динамо» проводило выездной товарищеский матч с западногерманским «Кайзерслаутерном», после чего берлинцы отправились на экскурсию в Гиссен, где Луц отстал от группы, взял такси и отправился обратно в Кайзерслаутерн, в офис принимавшей их команды с желанием остаться в их стране и клубе. Жена и дочь Айгендорфа, а также его родители остались на Востоке — перебраться к Луцу их государство им не позволило, установив за ними строгий контроль силами Штази. Жизнь самого Луца в ФРГ также контролировало несколько агентов с Востока.
«Кайзерслаутерн» пытался урегулировать конфликт с восточными соседями, предложив «Динамо» 100 000 дойчмарок, как за обычный футбольный трансфер, но встретил решительный отказ руководства берлинцев. По правилам ФИФА Айгендорфа отстранили от профессиональных выступлений на год, который он провёл тренером в детской команде своего нового клуба.

### Карьера в ФРГ
После двух с половиной сезонов в «Кайзерслаутерне» Айгендорф расстался с клубом по обоюдному согласию. Главный тренер Карл-Хайнц Фельдкамп не видел в нём ключевого игрока для своей команды, и Лутца отпустили в проявлявший к нему интерес брауншвейгский «Айнтрахт» перед сезоном 1982/83. Главный тренер «Айтрахта» Ули Масло рассчитывал на Айгендорфа как на стоппера, но из-за травм к марту 1983 года он провёл за основную команду только восемь официальных встреч. Его последним матчем в жизни стала игра 26 февраля в Дортмунде против местной «Боруссии», которую он провёл полностью, а команда проиграла (3:2). Домашний матч 5 марта с «Бохумом», проигранный со счётом 0:2, Луц провёл на скамейке запасных.

### Смерть
После поражения от «Бохума», на общекомандном собрании Айгендорф выпил пару кружек пива, а затем, предположительно, заехал в кнайпе, где позволил себе ещё одну кружку. Побыв дома, он поехал на встречу со своим инструктором по пилотированию самолётов, чтобы обсудить свой первый полёт, намеченный на 7 марта, где они выпили ещё по кружке пива. Возвращаясь домой, Луц попал в автомобильную аварию: его Alfa Romeo не вписалась в поворот, вылетела с дороги и врезалась в дерево. Основной удар пришёлся на водительское место автомобиля. 7 марта, не приходя в сознание, Луц скончался в больнице в результате многочисленных переломов и черепно-мозговой травмы. В крови погибшего был найден алкоголь: 2,2 промилле, что приблизительно соответствует показателю при десяти выпитых кружках пива. По распространённой, но не правдоподобной версии, авария была организована агентами Штази.

## Статистика выступлений

### Матчи Айгендорфа за сборную ГДР
| Матчи Айгендорфа за сборную ГДР | Матчи Айгендорфа за сборную ГДР | Матчи Айгендорфа за сборную ГДР | Матчи Айгендорфа за сборную ГДР | Матчи Айгендорфа за сборную ГДР | Матчи Айгендорфа за сборную ГДР | Матчи Айгендорфа за сборную ГДР |
| ------------------------------- | ------------------------------- | ------------------------------- | ------------------------------- | ------------------------------- | ------------------------------- | ------------------------------- |
| №                               | Дата                            | Оппонент                        | Счёт                            | Голы Айгендорфа                 | Соревнование                    |                                 |
| 1                               | 30 августа 1978                 | Болгария                        | 2:2                             | 2                               | Товарищеский матч               |                                 |
| 2                               | 6 сентября 1978                 | Чехословакия                    | 2:1                             | 1                               | Товарищеский матч               |                                 |
| 3                               | 4 октября 1978                  | Исландия                        | 3:1                             | —                               | Отборочные матчи ЧЕ-1980        |                                 |
| 4                               | 15 ноября 1978                  | Нидерланды                      | 0:3                             | —                               | Отборочные матчи ЧЕ-1980        |                                 |
| 5                               | 9 февраля 1979                  | Ирак                            | 1:1                             | —                               | Товарищеский матч               |                                 |
| 6                               | 11 февраля 1979                 | Ирак                            | 2:1                             | —                               | Товарищеский матч               |                                 |

Итого по официальным матчам: 6 матчей / 3 гола; 3 победы, 2 ничьих, 1 поражение.

## Достижения

### Командные
Как игрока берлинского «Динамо»:
- Чемпионат ГДР:
  - Второе место: 1975/76
  - Третье место: 1977/78

Как игрока «Кайзерслаутерна»:
- Чемпионат ФРГ:
  - Третье место: 1979/80
- Кубок ФРГ:
  - Финалист: 1980/81

## Документальные фильмы
- Шван Х. «Tod dem Verräter» — WDR, март 2000.
- Шван Х. «Im Netz der Stasi — Sonderauftrag Mord» — ZDF, март 2000.